# 大奥浮世風呂
『大奥浮世風呂』（おおおくうきよぶろ）は、1977年公開の日本映画。製作：東映。

## キャスト
- おこよ：松田暎子
- 粂村：渡辺とく子
- 初瀬：ひろみ麻耶
- 法丹：風戸佑介
- 荒熊：岩尾正隆
- 菊太郎：東龍明
- 法行：汐路章
- 比丘尼：内村レナ
- スイバレ：片桐竜次
- オバケ：野口貴史
- クサレ：広瀬義宣
- 士屋采女：笹木俊志
- 年寄：岡島艶子
- 浦路：林三恵
- 老女：富永佳代子
- 中年寄：星野美恵子
- 榊原：志茂山高也
- 鶴吉：宮城幸生
- 早乙女：波多野博
- 女中：奥村裕子
- 典医：有島淳平
- 徳川家綱：菅貫太郎
- 土屋由里：中島葵
- 柳全(全次郎)：志賀勝

## スタッフ
- 監督：関本郁夫
- 脚本：田中陽造
- 企画：佐藤雅夫・上阪久和
- 撮影：塚越堅二
- 音楽：青山八郎
- 美術：森田和雄
- 編集：荒木健夫
- 録音：格畑学
- 照明：若木得二
- 助監督：平野勝司
- 記録：森村幸子
- 装置：三浦公久
- 装飾：柴田澄臣
- 背景：西村和比古
- 結髪：白鳥里子
- 美粧：田中利男
- 衣装：高安彦司
- スチール：中山健司
- 演技事務：葛原隆康
- 擬斗：菅原俊夫
- 進行主任：俵坂孝宏

## 同時上映
- 『激殺!邪道拳』

## 映像ソフト
- 2002年8月9日に東映ビデオからビデオソフト（VHS）が発売されたが絶版、2009年1月1日に同じ東映ビデオからDVDが発売された。